# Purleigh
Purleigh est un village et une paroisse civile de l'Essex, en Angleterre.